# Idaea indigata
Idaea indigata là một loài bướm đêm trong họ Geometridae.